# Igreja de Nossa Senhora de Guadalupe (Agualva)

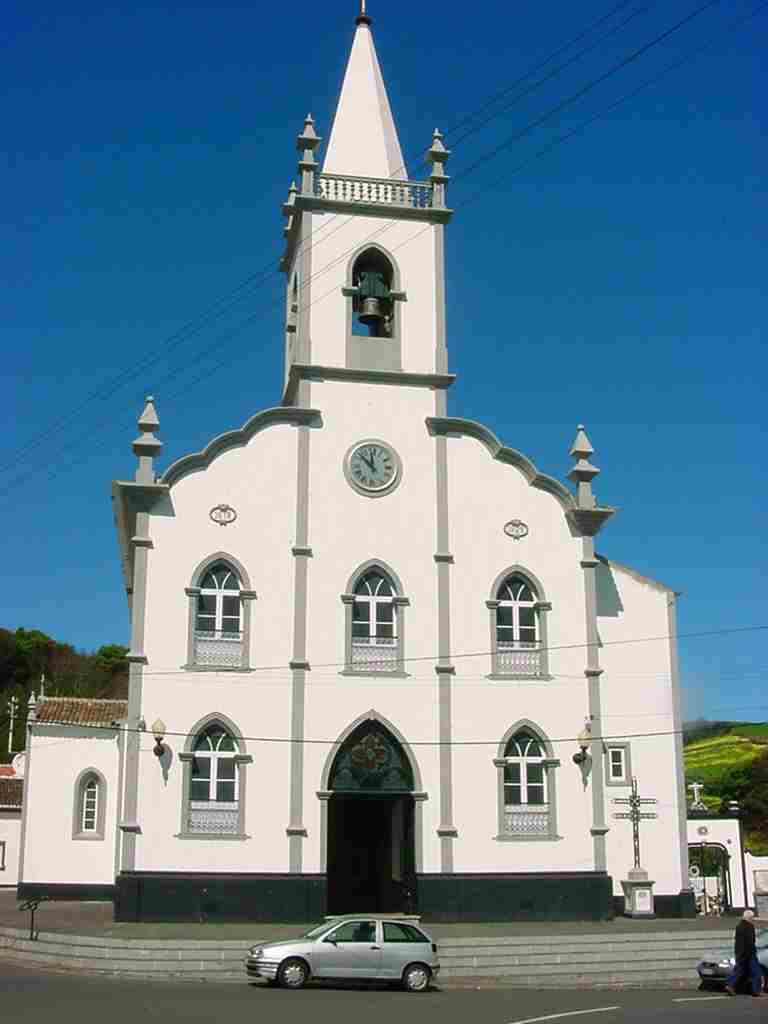
Igreja de N. Sra. de Guadalupe, Agualva.

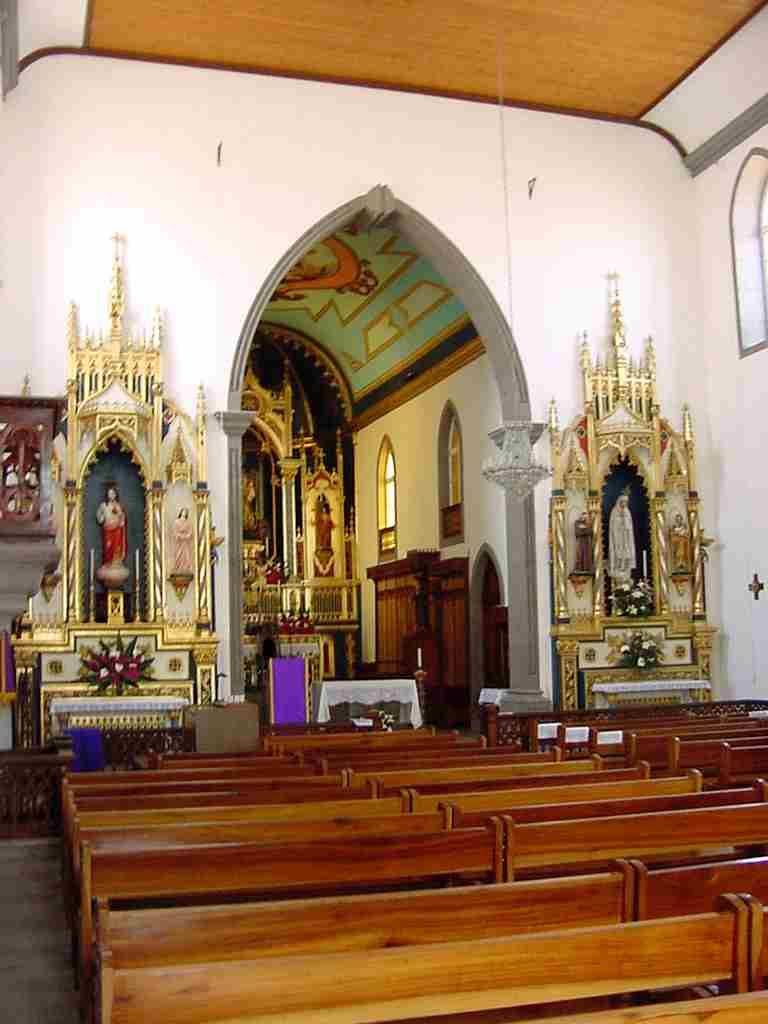
Igreja de N. Sra. de Guadalupe: nave central.

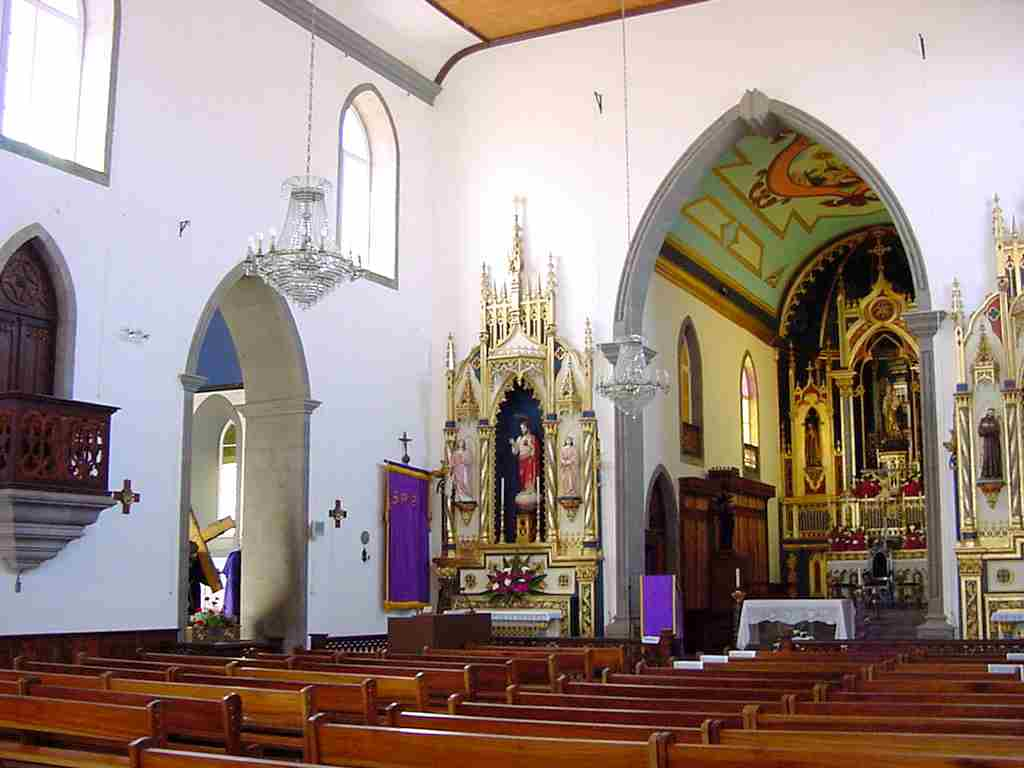
Igreja de Nossa Senhora de Guadalupe: vista da nave central e dependências.

A Igreja de Nossa Senhora de Guadalupe localiza-se na freguesia da Agualva, concelho da Praia da Vitória, na ilha Terceira, nos Açores. Está compreendida no Inventário do Património Histórico e Religioso da Praia da Vitória.

## História
O atual templo foi erguido no século XX, sobre outro, mais antigo, cuja data de fundação se afirma remontar a 1594. FRUTUOSO, entretanto, ao referir a rendição das forças francesas, na sequência da conquista e saque de Angra pelas forças Castelhanas no Verão de 1583, refere:
"Neste meio, os franceses, com seu geral, mossior de Xatra [sic], estavam a três léguas da cidade de Angra, atrincheirados nos moinhos da Agualva, na faldra daqueles matos acima da igreja de Nossa Senhora dos Guadelupe, em sítio forte, bem fortificado, onde tinham água e outras comodidades, (...).".
Esta igreja tem como orago Nossa Senhora da Assunção, (por tradição Nossa Senhora de Guadalupe) e, apesar de a data da sua fundação não ser certa, é indicada como sendo o dia 3 de Fevereiro de 1594, data em que foi instituída uma capela na localidade por João Homem Guadalupe. Esta ermida era cabeça de um morgadio instituído pelo próprio João Homem de Guadalupe, e por sua mulher D. Maria de Freitas.
Os documentos mais antigos que se encontram sobre esta paróquia referem-se a 15 de Abril de 1623, e trata-se de um livro de baptismos; segundo a data seguinte o dia 5 de Novembro de 1654, e trata-se do livro de óbitos; além destas datas surge ainda a data de 5 de Setembro de 1678, sendo um livro de casamentos.
Estes livros documentais foram encontrados na Ouvidoria Eclesiástica da Praia da Vitória, pelo padre Joaquim da Silva Mateus, e segundo nota apensa feita pelo próprio padre e datada de 15 de Junho de 1873 encontravam-se “… muito deteriorados, com falta de folhas, desde o princípio até ao fim, com folhas laceradas e outras danificadas pelo fogo”.
O historiador açoriano Gaspar Frutuoso fala desta igreja da seguinte forma: “Nossa Senhora de Guadalupe de grandíssima romagem de todas as ilhas dos Açores, na qual por intermédio de Nossa Senhora se fazem muitos milagres”.
Fala ainda sobre o fundador deste templo da seguinte forma e obliterando-lhe o termo Guadalupe: “um João Homem da Costa, filho de Heitor Álvares Homem, (irmão de Álvaro Martins Homem). Ë cabeça de um morgado de oitenta moios de renda que, por não ter herdeiro, deixou a dois sobrinhos”.

Outro historiador açoriano, desta vez o padre António Cordeiro diz o seguinte: 
 [veio] "à Ilha Terceira em seus princípios Heytor Alvarez Homem”, tendo este “se casou com Brites Afonso da Costa, filha de Afonso Anes da Costa, que da ilha da Madeira tinha vindo para Vila Franca do Campo de S. Miguel, e era filho de João (ou Pedro) Anes da Costa, que do Algarve tinha ido a povoar a Madeira; e o dito Heytor Alvarez Homem era filho, ou neto de Ambrósio Alvarez Homem de Vasconcelos, e de sua mulher Margarida Mendes de Vasconcelos, irmã do capitão donatário de Machico da Madeira".
A paróquia propriamente dita terá sido criada durante o bispado de D. Manuel de Gouveia, que foi o primeiro Bispo da ocupação espanhola. No entanto, e segundo o historiador açoriano Francisco Ferreira Drumond existe um alvará com data de 29 de Fevereiro de 1588, onde é dito que para ser a fábrica desta igreja novamente erecta - 4$000 réis. O que significa que se vai ser novamente erecta terá sido por alguma razão humana o cataclismo destruída, sendo agora reerguida, concluindo-se assim que a data da fundação é anterior a 1588.
Continua Francisco Ferreira Drumond: 
"Pelo Alvará de 7 de Agosto de 1590, foram acrescentados ao seu Vigário 5$000 réis para ficar equiparado ao de S. Pedro dos Biscoitos do Porto da Cruz que tinha 30$000 réis de côngrua, e finalmente assim a ele como a outros Ministros desta Igreja ficaram reduzidas suas ordinárias, depois do Alvará de 5 de Março de 1605 na maneira seguinte : —«Acrescentaram-se ao Vigário 10$000 réis para ter 40$000 réis, ao Cura 4$000 réis para ter 22$000 réis, ao tesoureiro l $500 réis e para a sacristia 2$000 réis para ter 6$000 róis o que reduzido a trigo importava para o Vigário em 7 moios e 4% alqueires e dinheiro 13$333 réis, da capela 362/8 alqueires e a dinheiro mil réis ; para o Cura 4 moios e 26% alqueires e 7.328% para o tesoureiro 1 moio e 24 alqueires e 668 réis e para a sacristia 6$000 réis e finalmente para a fábrica 6$000 réis".
Corriam os anos de 1842 e 1843 o padre Jerónimo Emiliano de Andrade fala desta igreja nos seguintes termos: “Os seus livros antigos acham-se dilacerados, e apodrecidos da humidade, apenas do primeiro livro de visitas consta ter sido visitada já como paroquial em 1596 pelo Bispo desta Diocese D. Manuel de Gouveia”.
Ao fim de alguns anos da sua fundação esta igreja de Nossa Senhora de Guadalupe (também conhecida pela Nossa Senhora das Peras), vem a tornar-se-ia num lugar de romagem de parte substancial da população da ilha Terceira.
As festas religiosas feitas nesta igreja são-no em honra da padroeira e acontecem entre os dias 14 e 20 do mês de Agosto de cada ano, sendo que as festas dos Bodos do Espírito Santo se realizam no mês de Junho de cada ano onde são de destacar os curiosos Carros de Bois, durante as festas designados por Carros de Toldo, únicos do seu tipo e usados em apenas três das freguesias da ilha Terceira; as freguesias da Agualva, Vila Nova e Lajes (Praia da Vitória), dada a forma como os mesmos são enfeitados com belas colchas, umas brancas, outras coloridas feitas à mão.
Sujeita às inclemências de uma terra vulcânica e a grandes tremores de terra como foi o de 15 de Junho de 1841 que causou a Caída da Praia esta igreja esteve por muitas vezes sub obras de restauro e manutenção que lhe foram ao longo dos séculos alterando o seu aspecto original.
O actual edifício que se apresenta sem arcos na nave, é o resultado de obras terminadas nos anos trinta do século XX, sob a égide do então padre José Luís da Rocha. Foi esta igreja novamente benzida após as obras no dia 21 de Maio de 1939 pelo então bispo de Diocese D. Guilherme Augusto Inácio de Cunha Guimarães, tendo a altura sido aproveitada para a administração do Crisma a seiscentos fiéis.
É de destacar na capela-mor deste templo, capela este benzida corria o ano de 1927, pelo então bispo de Angra D. António de Castro Meireles, uma imagem da Nossa Senhora da Assunção que está ladeada por uma imagem de São João de Brito outra de São Tiago.
Do lado do Evangelho, na capela funda, encontram-se duas imagens, uma de Santa Maria Madalena e outra de  Santa Ana, ambas  ladeiam a da titular Santa Teresinha. Na banda da Epístola, encontra a figura de Nossa Senhora das Necessidades, que aparece colocada entre as imagens de São Francisco e de São José, na primeira das capelas, enquanto na outra (a capela funda) a da Nossa Senhora de Fátima se evidencia no meio da de Santo Antão e de Santo Amaro.
Corria o dia 30 de Novembro de 1971, o Santíssimo foi colocado numa capela central, local onde permanece até Maio de 2016.
Os altares desta igreja apresentam-se num estilo gótico e foram elaborados na oficina do mestre José Levinho, da Ribeirinha em diferentes datas ao longo de diferentes décadas. Os actuais são resultado da reedificação do templo e podem ser descritos da seguinte forma:
Assim temos o altar e o retábulo da abside que data de 1951, os altares do Coração de Jesus e da Senhora das Necessidades que datam de 1954, as capelas e altares de Nossa Senhora de Fátima e de Santa Teresinha que datam de Março de 1956.
Em 24 de Fevereiro de 1964 foram inaugurados os púlpitos elaboradas em traça idêntica aos altares. As portas da igreja são também da lavra do artista Levinho. Custaram na altura 11.000$00.
Usando o degrau maior dos vários que formam o trono do Santíssimo e pintado por António Malheiro Ferreira Silva, temos o altar versus populum que se estreou no dia 29 de Janeiro de 1967.
O Órgão é trabalho do artista faialense Manuel Serpa da Silva, e custou na altura 600$00 réis insulanos, em 28 de Abril de 1894.
Resultante da Missão Regional, levada a efeito no mês de Março anterior,  e por unanimidade expressa  dos  participantes,. em 11 de Maio de 1969 mudou-se a pia baptismal para junto do altar da Senhora das Necessidades.
O nicho, que na sacristia guarda o Crucifixo do século XVII, provém da igreja precedente, como o fontenário que é da mesma idade.
O ambão, à boca da capela-mor, é de 5 de Setembro de 1967.
Benzido no dia da festa a Cristo-Rei de 1935, pelo vigário José Luís da Rocha, o relógio exterior. Adquirido em França, por trinta mil escudos, (moeda da altura) através de João Maria Fernandes, de São Pedro, da cidade de Angra que fez a sua montagem.
Pela primeira vez nos Açores, em 23 de Dezembro de 1966 nesta igreja se cantou a Missa em vernáculo. As Missas vespertinas, nas primeiras quintas e sextas-feiras e sábados do mês, começaram a celebrar-se em 2, 3 e 4 de Agosto de 1962.
No ano de 2002 foram feitas alterações de restauro, pelo parco António Manuel Saldanha, alterando a estética e ordem do edifico para se assemelhar o melhor possível, com as directrizes segundo o concilio Vaticano II, quanto à nova estética e ordem do edifício. Levando à construção de um novo altar e ambão em pedra imovies, substituindo o anteriores de madeira moveis. Alterou-se o chão da Igreja, passando de um retábulo único de madeira, vários retábulos no corpo da igreja, ladeados nos corredores centrais em pedra de cantaria, enquanto as capelas passaram a ter o seu chão também em pedra.
Na capela-mor, foi retirado os anteriores azulejos que adornavam as paredes laterais, passando a ter bancos do estilo góticos, colocando as imagens no intermédio dos bancos na parede da esquerda santo Amaro, e na parede da direita Santo Antão. Enquanto também as credencias nas laterais do altar do mesmo estilo foram refeitas. 
A pia batismal colocada na frente da capela mor do lado direto, foi movida para o fundo do corpo da igreja, para uma nova capela construída a albergar-la e ao círio Pascal, como às imagens do Menino Jesus de Braga, e Nossa Senhora de Lourdes.
Foi retirada a imagem de Nossa Senhora de Fátima presente na capela funda da direita e recolocada na banda da Epístola no lugar da Senhora das Necessidades, tendo esta imagem sido retirada. Sendo colocado num novo sacrario na capela funda, tornando-se a nova capela do Santíssimo.
Dado o desconhecimento da origem da tradição quanto à imagem padroeira da paróquia, pelo parco e pela comissão frabriqueira, do nome da imagem de a chamarem de "Nossa Senhora de Guadalupe" ou "Nossa Senhora dos Guadalupe", foi alterada a imagem principal para outra oferecida por um emigrante, sem ter havido um estudo ou procura do motivo da mesma imagem. Ignorando ser a homenagem ao proprietário do terreno onde foi erguida a ermida inicial, João Homem Guadalupe. Ao que esta mesma imagem foi guardada fora da Igreja na casa de um paroquiano.
Esta mesma medida levou a uma consternação na paróquia, a que ficasse dividida até 2007 tendo tomado posse o parco Ricardo Toste, substituindo o padre António Manuel Saldanha. Resolvendo a querela, restaurando a imagem anterior ao seu lugar principal. Ao que quanto ao sacrário também foi reposto o original no lugar original na capela-mor. Dado que esta correcção segundo o Concilio Vaticano II, não foi feita catequização da paróquia que explicasse o motivo, e ter sido outro motivo de querela entre os paroquianos.
Foi criado no ano de 2008 a capela temporária a albergar a Imagem do Senhor morto, como as Imagens de Nossa Senhora das Dores e do Senhor dos Passos, como foi guardado o sacrário substituto a ser usado para guardar o Santíssimo na Sexta-feira santa, na chamada sacristia da frente, pelo mesmo parco Ricardo Toste.
Em 2010 Com a tomada de posse do parco Francisco Dâmaso Zanon, a capela temporária sofreu alterações, passando a ser considerada o cartório da paróquia, albergando os registos de batismo, crisma, matrimónio, óbitos, e do Tombo, outrora presentes na sacristia principal. Registos desde 1910 até ao presente.
Em Julho de 2010 a fachada principal como o restantes barras das paredes externas edifico trocou as cores do cinzento e o negro, pelo azul marinho e pelo azul turquesa, as cores marianas da Virgem Maria. enquanto o pináculo da torre da Igreja sofreu como alteração a ser pavimentado em azulejos de azul marinho e branco num padrão triangular. A porta principal foi pintada em azul turquesa. Enquanto a cruz no topo da torre do sino, a iluminação foi substituída por leds.
Em Fevereiro de 2012 dado que os retábulos de madeira do chão do corpo, estarem apodrecidos, foram feitas obras por ordem do parco Francisco Dâmaso Zanon e da comissão frabriqueira, a ser substituído por um chão de azulejos imitando um retábulo de madeira.
Em maio de 2016 foi reposto a capela do Santíssimo pelo atual parco Moisés Rocha, durante as obras de restauro da capela do fundo da direita, criando um novo altar, aproveitando alguns detalhes do anterior.
Em outubro de 2017 foi construída uma capela a dar residência às imagens de Nossa Senhora das Dores, e de Senhor dos Passos, e Nossa Senhora de Fátima que durante esse tempo se encontrava na sacristia principal com as obras da capela do Santissimo.
A 13 de maio de 2018 foram doados neste dia uma imagem de Santa Jacinta e uma imagem de São Francisco Marto  a estarem ao lado da imagem principal de Nossa Senhora de Fátima.

## Características
Este templo apresenta planta retangular cujos corpos correspondem às duas capelas laterais salientes em relação ao corpo da nave, junto à capela-mor.
Na fachada lateral direita salienta-se também um corpo com a escada para o coro.
A torre sineira insere-se na fachada principal, que é tripartida, correspondendo a um prolongamento da secção central acima do telhado. Tem uma cornija sob os vãos dos sinos e outra, a rematá-la, encimada por uma balaustrada com pináculos nos cantos. É coroada por um coruchéu piramidal, vazado, com uma cruz no vértice.
A fachada da igreja apresenta uma porta axial ladeada por duas janelas e, nas verticais desses vãos, três janelas no piso superior. Todos os vãos rematam em arco quebrado sobre impostas, inclusive os vãos dos sinos. As janelas da fachada têm guardas em ferro fundido.
As secções laterais da fachada são rematadas por uma cornija polilobada que se estende, recta e horizontal, às fachadas laterais. Existe um relógio situado ao eixo da fachada, entre a janela central do piso superior e a cornija inferior da torre.
Esta igreja é rebocada e caiada de branco, com excepção do soco (saliente), dos cunhais, dos capitéis, das cornijas, das pilastras, dos pináculos e das molduras dos vãos que são em cantaria pintada de cinzento e preto. As coberturas são de duas águas, em telha de meia-cana tradicional dos Açores, rematadas por beirais simples.
No interior, de nave única, a capela-mor (ligeiramente mais estreita) está separada da nave por um arco triunfal, quebrado, sobrelevado por dois degraus.
Existem duas capelas laterais, uma de cada um dos lados da nave. O coro situa-se sobre a entrada. Os púlpitos, com balcão em cantaria e guarda em madeira, estão encastrados nas paredes laterais.
Os retábulos da capela-mor, do topo da nave (a um e outro lado do arco triunfal) e das capelas laterais são de gosto neogótico. As paredes são pintadas de branco enquanto o arco triunfal, os arcos que separam as capelas laterais e as molduras interiores dos vãos são em cantaria pintada de cinzento.
Encontram-se nas cartelas na fachada principal as seguintes datas: "1678" e "1929".
Na sacristia desta igreja encontram-se, embutidos na parede, um lavabo e um nicho de altar anteriores à reconstrução de gosto neogótico.

## Instituições religiosas ligadas a este templo ao longo dos séculos
Ao longo da história desta igreja foram diversas as organizações religiosas que nesta igreja existiram. Das mais antigas, a Ordem Terceira Franciscana só restam algumas reminiscências.
A Irmandade das Almas foi uma associação (obediente à Igreja Católica), regia-se pelo disposto no Código de Direito Canónico e por estatutos próprios.
A Confraria do Santíssimo tinha por fim promover a adoração e o culto do Santíssimo Sacramento e também auxiliar no culto geral e sustentação do clero.
Procurava ainda ajudar na despesa da conservação e ornamentação do templo paroquial e suas dependências. Podia receber bens destinados a outros objectivos compatíveis com o preceituado eclesiástico. Orientava-se ultimamente por Estatutos aprovados em 4 de Dezembro de 1954, formados por nove capítulos e trinta e sete artigos. Cada irmão "obrigava-se" a acompanhar ou a mandar uma pessoa de sua casa a acompanhar o Sagrado Viático, assim como a comunhão pascal aos enfermos.
A Conferência Masculina e de Casados de São Vicente de Paula, que foi criada em 30 de Agosto de 1962, sob a presidência de Manuel Machado, foi provavelmente uma das irmandades de mais curta duração.
De referir ainda na história deste templo as festividades da Paixão de Jesus, a que foi dado o nome de Auto da Paixão de Jesus, este acontecimento, segundo alguns historiadores, inspirado por um festival semelhante realizado no povoado bávaro de Oberammergau na Alemanha, foi da responsabilidade do padre Coelho de Meneses que o promoveu e realizou nesta freguesia. Este festival foi feito de forma trienal, tendo o primeiro sido realizado em 12 de Abril de 1963, o segundo em 8 de Abril de 1966 e o terceiro em 4 de Abril de 1969.
Os figurantes e os cenários deste acontecimento encontravam-se ligados ao Mártir do Gólgota e eram expressados ao vivo, com grande realismo e as cenas eram feitas ao ar livre. Oitenta personagens inseriram-se nos quadros dramáticos do Calvário, a Última Ceia, a Prisão no Horto, o Tribunal de Caifás, o Pretório de Pilatos, Encontros com as Santas Mulheres e Mater Dolorosa, o Enterro do Senhor, entre outros. Num dos anos em que esta representação aconteceu foram realizados mais de 500 autos. A comunicação social, a tanto nível dos Açores como de Portugal continental e mesmo alguma estações de TV dos Estados Unidos solicitaram estes autos.

## Centro Paroquial
O lançamento da primeira pedra, do Centro Paroquial da Agualva aconteceu no dia 14 de Agosto de 1966. O Centro foi erigido nos então terrenos do Passal.
A obra na altura teve um orçamento de oitocentos contos (moeda da altura). E estiveram presentes ao acto: o então governador do Distrito, Dr. Teotónio Machado Pires; e o cónego Dr. Cunha Oliveira, representando o Prelado diocesano. No encerramento do Auto foi colocado uma pedra, assente no ângulo que quebra a parede da frente do edifício.
O primeiro andar foi inaugurado no dia 26 de Julho de 1970 e teve missa campal. Do dia 20 do mês de Maio do mesmo ano data uma placa em betão que foi elaborada por sessenta homens e rapazes.
O jardim infantil instalado neste centro teve inicio de funções no dia 19 de Outubro de 1970, debaixo da direcção do então pároco e das monitoras Maria de Fátima Fagundes e Maria Manuela Coelho.

## Padres desta igreja
Desde a fundação da paróquia até 1891, foram por monsenhor Alves da Silva referidos onze vigários e dez vice-vigários.
- Manuel Cabral Teixeira. Ocupou o cargo por uma década.
- Sebastião de Araújo Pimenta. Manteve seis meses no lugar.
- António de Figueiredo Pacheco. oito anos.
- Luís Ferreira Machado. trinta e cinco anos.
- Domingos António. catorze anos.
- José Frutuoso de Melo. quinze anos.
- Manuel Paim da Câmara de Vasconcelos. dez anos.
- António Coelho de Melo. Natural dos Altares. Serviu no decurso de vinte e um anos.
- João Crisóstomo de Bettencourt. Era natural da ilha Graciosa. Exerceu desde o dia 25 de Julho de 1857 a 1900. foi Agraciado em 1891 com o título de cónego honorário da Sé de Luanda. Teve como curas: Manuel Narciso de Lima (1891). Francisco Silveira Ávila (1892), José Goulart (1893) e José Gonçalves Toste (1898). Como vice-vigário, assistiu-lhe José Lourenço da Rocha.

Segundo o monsenhor Alves da Silva, teria sido este clérigo da família do bispo D. João Pimenta de Abreu, que em 28 de Dezembro de 1632 morreu na cidade de Ponta Delgada e foi sepultado na igreja matriz daquela cidade. Natural da Ponte da Barca e antigo cónego magistral da Sé de Braga, D. João Pimenta entrou na Diocese a 9 de Abril de 1627, não faltando quem também avente haver sido em 1629. De qualquer das maneiras, a breve se reduziu o seu mandato episcopal.
- José Lourenço da Rocha. Desde 1900 a Março de 1931.
- Vicente Afonso Carreiro. De Maio de 1931 a Fevereiro de 1932.
- José Luís da Rocha. Natural da freguesia. Desde 5 de Março de 1932 a 21 de Agosto de 1956, data em que faleceu, após longo sofrimento e intervenção cirúrgica. Exerceu iguais funções nas Biscoitos. Legou à Igreja a sua moradia, no Caminho Novo. Do seu tempo, a obra dos novos altares.
- Manuel Cota Vieira, desde 20 de Setembro de 1956 a 25 de Julho de 1962. Ordenado em 7 de Setembro de 1924, pelo Bispo D. António Augusto de Castro Meireles. Vigário Cooperador da Matriz de Santa Cruz da Praia durante um ano. Na freguesia de Santo Antão, Topo, S. Jorge, permaneceu cinco anos como pároco. E nas Pontinhas exerceu igual função no decurso de um quarto de século. Um ano esteve ausente nos Estados Unidos e há três lustros que se encontra manente em Angra. Ao todo, pois, cinquenta e três anos de sacerdócio. Tem espalhada pela Imprensa local extensa e apreciada colaboração.
- José Nunes Coelho de Meneses. Desde 25 de Julho de 1962 a 30 de Setembro de 1973. Antes paroquiara Santa Bárbara (Santa Maria) e Porto Judeu. — Natural de Quatro Ribeiras. Admitido no Seminário em Outubro de 1940. Ordenado em 13 de Maio de 1951. Nos onze anos em que ali serviu, a freguesia beneficiou de impulsos vários, como se poderá ajuizar pela presente súmula.
- Fernando Gonçalves Gomes. Desde l de Novembro de 1975.
- António Teixeira de Almeida, Natural da Agualva
- Joaquim Borges Dias de Meneses, Naturais da Agualva
- Francisco Borges de Ávila, nascido em l de Abril de 1931 e ordenado em 30 de Maio de 1954, datando de 10 de Junho seguinte a celebração da sua Missa Nova, nesta igreja paroquial, com a presença do prelado diocesano, D. Guilherme Augusto Inácio de Cunha Guimarães.
- Duas visitas pastorais à freguesia se registaram nos últimos tempos, com festiva recepção, ambas pelo bispo titular, D. Manuel Afonso de Carvalho, em 15 de Abril de 1964 e 29 de Fevereiro de 1968.